# Leonardo Acori
Leonardo Acori (Bastia Umbra, 16 gennaio 1955) è un allenatore di calcio ed ex calciatore italiano, di ruolo centrocampista.

## Carriera

### Giocatore
Inizia la sua carriera calcistica, come centrocampista, nella squadra di Città di Castello. Sul finire degli anni sessanta milita anche nelle giovanili del Napoli, ma per gran parte della sua carriera indossa la maglia giallorossa del Banco di Roma.
Con la squadra romana rimane ben nove anni, ottenendo la vittoria della Coppa Italia Dilettanti, e approdando fino alla Serie C2. Nel 1983 in concomitanza con il ritiro della squadra, abbandona il calcio giocato.

### Allenatore
Inizia subito la carriera di allenatore, conciliandola con il lavoro di impiegato bancario, allenando il Prati, squadra romana di Prima Categoria, con cui vince il campionato nel 1987, giungendo fino all'Interregionale. A causa però della rinuncia a disputare tale campionato da parte del Prati, nella stagione 1990-1991 passa ad allenare il Rieti classificandosi in quarta posizione nel girone H dell'Interregionale. La stagione successiva allena L'Aquila, vince il campionato, sconfigge l'Acilia classificatasi a pari merito, ma non riesce a superare il Gualdo nello spareggio per la promozione in Serie C2.
Al termine della stagione, passa alla Viterbese, con cui colleziona un terzo posto, ed un quarto posto nel Campionato Nazionale Dilettanti. La stagione 1994-1995 è una stagione travagliata, inizia ancora con la Viterbese, ma dopo appena due mesi passa alla Ternana, stesso girone, dove durante il campionato viene sollevato dall'incarico.
Nella stagione 1995-1996 subentra alla guida del Ladispoli nel tentativo di salvare la squadra, non vi riesce per un solo punto. Dopo un anno di inattività è chiamato ad allenare il Gubbio, neopromosso in CND, vince il Campionato Nazionale Dilettanti 1997-1998 con 5 giornate d'anticipo, ed è promosso in Serie C2, dove l'anno successivo si classifica in settima posizione.
L'anno dopo sbarca in Toscana per far tappa a San Giovanni Valdarno, con la Sangiovannese vince il campionato con una giornata d'anticipo, laureandosi anche squadra campione dilettanti, dopo aver vinto lo Scudetto.
Nella prima stagione di Serie C2 la squadra arriva settima, l'anno dopo conquista il quinto posto e quindi l'accesso ai play-off, dove giungerà fino alla finale, sconfitta dalla Pro Patria.
Nella stagione 2002-2003 inizia il rapporto con il Rimini, piazza di cui negli anni a venire diventerà uno degli allenatori più longevi e rappresentativi. Il suo primo anno in biancorosso non era iniziato bene, con 2 sole vittorie ottenute nelle prime 6 giornate del campionato di Serie C2. La vittoria della 7ª giornata all'Artemio Franchi contro la Florentia Viola del patron Della Valle si rivela un trampolino, che spinge il Rimini a battagliare a lungo con gli stessi viola per il 1º posto, finendo comunque per trovare ai play-off una Serie C1 che a Rimini mancava da 14 anni. La stagione successiva, alla prima esperienza in C1, giunge al 4º posto in classifica ed accede da neopromosso ai play-off, dove però esce in semifinale nel derby contro il Cesena. Al termine della Serie C1 2004-2005, invece, il Rimini di Acori riesce a vincere il campionato nonostante la presenza dell'ambizioso Napoli del presidente Aurelio De Laurentiis o di altre compagini comunque quotate come l'Avellino, protagonista di un lungo duello a distanza con i romagnoli. Vince anche la Supercoppa di Serie C contro la Cremonese.
Il Rimini arriva così in Serie B, categoria in cui la piazza biancorossa mancava dal 1981-1982, in una stagione 2005-2006 che si conclude con una salvezza. Nel 2006-2007 il Rimini di Acori debutta alla prima giornata contro la Juventus in una partita storica, poiché è la prima disputata dai bianconeri in B, riuscendo a pareggiare 1-1. Anche al ritorno, a Torino, la Juventus non riuscirà a battere il Rimini, pareggiando 0-0. Nonostante il 5º posto finale, i play-off non vengono disputati per via del divario di 10 punti fra la terza classificata, il Genoa del presidente Preziosi, e la quarta classificata. Nel 2007-2008 il suo Rimini chiude al settimo posto con 69 punti, record storico di punti del Rimini nel campionato cadetto. A fine stagione, però, Acori lascia il club riminese rimasto orfano del patron Vincenzo Bellavista, deceduto nel 2007 a seguito di un malore.
Il 4 giugno 2008 il tecnico umbro firma un contratto annuale, con opzione per l'anno successivo, con il Livorno, con l'obiettivo di riportare la squadra in Serie A.
Nonostante il terzo posto in classifica e la matematica qualificazione ai play-off, viene esonerato il 23 maggio 2009, ad una giornata dal termine della stagione regolare, in seguito alla sconfitta degli amaranto per mano dell'AlbinoLeffe. Il Livorno accederà poi alla massima serie sotto la guida del suo ex vice Gennaro Ruotolo.
Il 2 luglio 2009 viene nominato ufficialmente nuovo allenatore dell'ambizioso Benevento, squadra con cui si lega tramite un contratto biennale. Il 9 dicembre 2009 viene però esonerato mentre è seduto in panchina a Gubbio per la partita di Coppa Italia. L'11 aprile 2010, visti gli scadenti risultati conseguiti dal Benevento in campionato, la dirigenza decide di esonerare il tecnico Andrea Camplone e di richiamare Acori. Il 17 giugno 2010, in seguito ad una conferenza stampa, i fratelli Vigorito lo esonerano dall'incarico di allenatore.
Il 26 ottobre 2010 la Cremonese, con un comunicato ufficiale apparso sul proprio sito internet, ha annunciato l'ingaggio del tecnico ex Rimini e Benevento Leonardo Acori come nuovo tecnico della prima squadra grigiorossa al posto di Marco Baroni. Viene esonerato l'11 aprile 2011.
Il 2 ottobre 2012 viene chiamato ad allenare il San Marino, neopromosso nella Prima Divisione della Lega Pro. Subentra dopo l'esonero di Mario Petrone, l'allenatore con il quale il San Marino aveva raggiunto la promozione classificandosi al secondo posto nel girone. Al termine della stagione non viene confermato.
Il 27 gennaio 2014 subentra ad Antonello Cuccureddu sulla panchina del Grosseto, diventando il quarto allenatore della stagione. Con i toscani termina la stagione di Lega Pro Prima Divisione all'undicesimo posto.
Il 5 luglio 2014 viene ingaggiato dal Gubbio, formazione militante nel girone B di Lega Pro. Viene esonerato il 2 maggio 2015, dopo la penultima giornata di campionato, con la squadra eugubina invischiata nella lotta play-out.
Il 10 gennaio 2016 viene nominato nuovo tecnico del Rimini, in Lega Pro, tornando a sedere sulla panchina dei biancorossi dopo la lunga esperienza di 6 anni dal 2002 al 2008. È il terzo tecnico stagionale del Rimini, dopo gli esoneri di Alessandro Pane e Oscar Brevi. A fine stagione riesce a centrare la salvezza, resa poi inutile dai problemi societari che di lì a breve hanno costretto la squadra a non iscriversi.
Dopo il fallimento del Rimini, per la stagione 2016-2017 viene ingaggiato dal Prato in Lega Pro ma il 26 settembre 2016, dopo la sesta giornata che vede la squadra toscana all'ultimo posto, viene esonerato.
Il 24 ottobre 2018, a campionato in corso, viene chiamato a sostituire il dimissionario Gianluca Righetti alla guida del Rimini, club che in quel momento si trovava al 15º posto in un campionato di Serie C affrontato da neopromosso dopo la ripartenza dall'Eccellenza di due anni prima. Per Acori si tratta dell'ottava stagione da allenatore della formazione biancorossa, considerando in totale le tre parentesi (con tre presidenti diversi).
Il 20 gennaio 2019, Acori viene esonerato a seguito della sconfitta contro la Triestina.. Torna in panchina alla vigilia della stagione 2024-25 assumendo l'incarico di allenatore del Fiorentino, squadra impegnata nel torneo nazionale di San Marino.

## Statistiche

### Statistiche da allenatore
Statistiche aggiornate al 16 ottobre 2024. In grassetto le competizioni vinte.
| Stagione             | Squadra              | Campionato           | Campionato | Campionato | Campionato | Campionato | Coppe nazionali | Coppe nazionali | Coppe nazionali | Coppe nazionali | Coppe nazionali | Coppe continentali | Coppe continentali | Coppe continentali | Coppe continentali | Coppe continentali | Altre coppe | Altre coppe | Altre coppe | Altre coppe | Altre coppe | Totale | Totale | Totale | Totale | % Vittorie | Piazzamento       |
| Stagione             | Squadra              | Comp                 | G          | V          | N          | P          | Comp            | G               | V               | N               | P               | Comp               | G                  | V                  | N                  | P                  | Comp        | G           | V           | N           | P           | G      | V      | N      | P      | %          | Piazzamento       |
| -------------------- | -------------------- | -------------------- | ---------- | ---------- | ---------- | ---------- | --------------- | --------------- | --------------- | --------------- | --------------- | ------------------ | ------------------ | ------------------ | ------------------ | ------------------ | ----------- | ----------- | ----------- | ----------- | ----------- | ------ | ------ | ------ | ------ | ---------- | ----------------- |
| 1990-1991            | Rieti                | Int.                 | 34         | 12         | 17         | 5          | CI-Dil.         | -               | -               | -               | -               | -                  | -                  | -                  | -                  | -                  | -           | -           | -           | -           | -           | 34     | 12     | 17     | 5      | 35,29      | 4°                |
| 1991-1992            | L'Aquila             | Int.                 | 34+2       | 20         | 11+1       | 3+1        | CI-Dil.         | -               | -               | -               | -               | -                  | -                  | -                  | -                  | -                  | -           | -           | -           | -           | -           | 36     | 20     | 12     | 4      | 55,56      | 1°                |
| 1992-1993            | Viterbese            | CND                  | 34         | 15         | 15         | 4          | CI-Dil.         | -               | -               | -               | -               | -                  | -                  | -                  | -                  | -                  | -           | -           | -           | -           | -           | 34     | 15     | 15     | 4      | 44,12      | 3°                |
| 1993-1994            | Viterbese            | CND                  | 34         | 15         | 15         | 4          | CI-Dil.         | -               | -               | -               | -               | -                  | -                  | -                  | -                  | -                  | -           | -           | -           | -           | -           | 34     | 15     | 15     | 4      | 44,12      | 4°                |
| Totale Viterbese     | Totale Viterbese     | Totale Viterbese     | 68         | 30         | 30         | 8          |                 | -               | -               | -               | -               |                    | -                  | -                  | -                  | -                  |             | -           | -           | -           | -           | 68     | 30     | 30     | 8      | 44,12      |                   |
| 1994-1995            | Ternana              | CND                  | 12         | 5          | 3          | 4          | CI-Dil.         | 4               | 1               | 3               | 0               | -                  | -                  | -                  | -                  | -                  | -           | -           | -           | -           | -           | 16     | 6      | 6      | 4      | 37,50      | Eson.             |
| 1995-1996            | Ladispoli            | CND                  | 24         | 5          | 11         | 8          | CI-Dil.         | 2               | 0               | 1               | 1               | -                  | -                  | -                  | -                  | -                  | -           | -           | -           | -           | -           | 26     | 5      | 12     | 9      | 19,23      | Sub., 15° (retr.) |
| 1997-1998            | Gubbio               | CND                  | 34+2       | 20+1       | 11         | 3+1        | CI-Dil.         | 2               | 1               | 0               | 1               | -                  | -                  | -                  | -                  | -                  | -           | -           | -           | -           | -           | 38     | 22     | 11     | 5      | 57,89      | 1° (prom.)        |
| 1998-1999            | Gubbio               | C2                   | 34         | 12         | 15         | 7          | CI-C            | 4               | 1               | 2               | 1               | -                  | -                  | -                  | -                  | -                  | -           | -           | -           | -           | -           | 38     | 13     | 17     | 8      | 34,21      | 7°                |
| 1999-2000            | Sangiovannese        | D                    | 34+5       | 22+3       | 9+1        | 3+1        | CI-D            | 2               | 1               | 0               | 1               | -                  | -                  | -                  | -                  | -                  | -           | -           | -           | -           | -           | 41     | 26     | 10     | 5      | 63,41      | 1° (prom.)        |
| 2000-2001            | Sangiovannese        | C2                   | 34         | 11         | 15         | 8          | CI-C            | 4               | 2               | 0               | 2               | -                  | -                  | -                  | -                  | -                  | -           | -           | -           | -           | -           | 38     | 13     | 15     | 10     | 34,21      | 6°                |
| 2001-2002            | Sangiovannese        | C2                   | 34+4       | 13+1       | 12         | 9+3        | CI-C            | 4               | 2               | 1               | 1               | -                  | -                  | -                  | -                  | -                  | -           | -           | -           | -           | -           | 42     | 16     | 13     | 13     | 38,10      | 5°                |
| Totale Sangiovannese | Totale Sangiovannese | Totale Sangiovannese | 111        | 50         | 37         | 24         |                 | 10              | 5               | 1               | 4               |                    | -                  | -                  | -                  | -                  |             | -           | -           | -           | -           | 121    | 55     | 38     | 28     | 45,45      |                   |
| 2002-2003            | Rimini               | C2                   | 34+4       | 16+1       | 11+3       | 7          | CI-C            | 4               | 2               | 2               | 0               | -                  | -                  | -                  | -                  | -                  | -           | -           | -           | -           | -           | 42     | 19     | 16     | 7      | 45,24      | 2° (prom.)        |
| 2003-2004            | Rimini               | C1                   | 34+2       | 14         | 11+1       | 9+1        | CI-C            | 6               | 4               | 0               | 2               | -                  | -                  | -                  | -                  | -                  | -           | -           | -           | -           | -           | 42     | 18     | 12     | 12     | 42,86      | 4°                |
| 2004-2005            | Rimini               | C1                   | 34         | 19         | 13         | 2          | CI+CI-C         | 3+6             | 1+2             | 1+2             | 1+2             | -                  | -                  | -                  | -                  | -                  | SdL-C       | 2           | 2           | 0           | 0           | 45     | 24     | 16     | 5      | 53,33      | 1° (prom.)        |
| 2005-2006            | Rimini               | B                    | 42         | 11         | 15         | 16         | CI              | 1               | 0               | 0               | 1               | -                  | -                  | -                  | -                  | -                  | -           | -           | -           | -           | -           | 43     | 11     | 15     | 17     | 25,58      | 17°               |
| 2006-2007            | Rimini               | B                    | 42         | 17         | 16         | 9          | CI              | 2               | 1               | 0               | 1               | -                  | -                  | -                  | -                  | -                  | -           | -           | -           | -           | -           | 44     | 18     | 16     | 10     | 40,91      | 5°                |
| 2007-2008            | Rimini               | B                    | 42         | 20         | 9          | 13         | CI              | 3               | 2               | 0               | 1               | -                  | -                  | -                  | -                  | -                  | -           | -           | -           | -           | -           | 45     | 22     | 9      | 14     | 48,89      | 7°                |
| 2008-mag. 2009       | Livorno              | B                    | 41         | 15         | 20         | 6          | CI              | 3               | 2               | 0               | 1               | -                  | -                  | -                  | -                  | -                  | -           | -           | -           | -           | -           | 44     | 17     | 20     | 7      | 38,64      | Eson.             |
| 2009-2010            | Benevento            | 1D                   | 20+2       | 11         | 3+1        | 6+1        | CI+CI-LP        | 2+4             | 1+2             | 0+1             | 1+1             | -                  | -                  | -                  | -                  | -                  | -           | -           | -           | -           | -           | 28     | 14     | 5      | 9      | 50,00      | Eson., Sub., 5°   |
| ott. 2010-apr. 2011  | Cremonese            | 1D                   | 19         | 4          | 10         | 5          | CI+CI-LP        | -               | -               | -               | -               | -                  | -                  | -                  | -                  | -                  | -           | -           | -           | -           | -           | 19     | 4      | 10     | 5      | 21,05      | Sub., Eson.       |
| ott. 2012-2013       | San Marino           | 1D                   | 27         | 11         | 7          | 9          | CI+CI-LP        | 0+1             | 0+0             | 0+0             | 0+1             | -                  | -                  | -                  | -                  | -                  | -           | -           | -           | -           | -           | 28     | 11     | 7      | 10     | 39,29      | Sub., 10°         |
| gen.-giu. 2014       | Grosseto             | 1D                   | 12         | 5          | 2          | 5          | CI+CI-LP        | 0+2             | 0+0             | 0+0             | 0+2             | -                  | -                  | -                  | -                  | -                  | -           | -           | -           | -           | -           | 14     | 5      | 2      | 7      | 35,71      | Sub., 11°         |
| 2014-mag. 2015       | Gubbio               | LP                   | 37         | 9          | 13         | 15         | CI-LP           | 2               | 0               | 0               | 2               | -                  | -                  | -                  | -                  | -                  | -           | -           | -           | -           | -           | 39     | 9      | 13     | 17     | 23,08      | Eson.             |
| Totale Gubbio        | Totale Gubbio        | Totale Gubbio        | 107        | 42         | 39         | 26         |                 | 8               | 2               | 2               | 4               |                    | -                  | -                  | -                  | -                  |             | -           | -           | -           | -           | 115    | 44     | 41     | 30     | 38,26      |                   |
| gen.-giu. 2016       | Rimini               | LP                   | 17+2       | 5+1        | 7+1        | 5          | CI-LP           | -               | -               | -               | -               | -                  | -                  | -                  | -                  | -                  | -           | -           | -           | -           | -           | 19     | 6      | 8      | 5      | 31,58      | Sub., 15°         |
| lug.-sett. 2016      | Prato                | LP                   | 6          | 0          | 2          | 4          | CI-LP           | 2               | 1               | 0               | 1               | -                  | -                  | -                  | -                  | -                  | -           | -           | -           | -           | -           | 8      | 1      | 2      | 5      | 12,50      | Eson.             |
| ott. 2018-gen. 2019  | Rimini               | C                    | 13         | 4          | 3          | 6          | CI-C            | -               | -               | -               | -               | -                  | -                  | -                  | -                  | -                  | -           | -           | -           | -           | -           | 13     | 4      | 3      | 6      | 30,77      | Sub., Eson.       |
| Totale Rimini        | Totale Rimini        | Totale Rimini        | 266        | 108        | 90         | 68         |                 | 25              | 12              | 5               | 8               |                    | -                  | -                  | -                  | -                  |             | 2           | 2           | 0           | 0           | 293    | 122    | 95     | 76     | 41,64      |                   |
| lug.-ott. 2024       | Fiorentino           | CS                   | 5          | 2          | 2          | 1          | CT              | 1               | 0               | 0               | 1               | -                  | -                  | -                  | -                  | -                  | -           | -           | -           | -           | -           | 6      | 2      | 2      | 2      | 33,33      | Dimiss.           |
| Totale carriera      | Totale carriera      | Totale carriera      | 790        | 320        | 286        | 184        |                 | 64              | 26              | 13              | 25              |                    | -                  | -                  | -                  | -                  |             | 2           | 2           | 0           | 0           | 856    | 348    | 299    | 209    | 40,65      |                   |

## Palmarès

### Giocatore

#### Competizioni nazionali
- Coppa Italia Dilettanti: 1

Banco di Roma: 1974-1975

### Allenatore

#### Competizioni nazionali
- Campionato Interregionale: 1

L'Aquila: 1991-1992
- Campionato Nazionale Dilettanti: 2

Gubbio: 1997-1998
Sangiovannese: 1999-2000
- Scudetto Serie D: 1

Sangiovannese: 1999-2000
- Campionato italiano Serie C1: 1

Rimini: 2004-2005
- Supercoppa di Lega Serie C1: 1

Rimini: 2005

#### Competizioni regionali
- Prima Categoria Lazio: 1

Prati: 1986-1987